# أكيم زيدادكا
أكيم زيدادكا (بالفرنسية: Akim Zedadka) (30 مايو 1995 في فرنسا - ) هو لاعب كرة قدم فرنسي في مركز الدفاع.

## روابط خارجية
- أكيم زيدادكا على موقع الاتحاد الأوربي (الإنجليزية)
- أكيم زيدادكا على موقع رابطة كرة القدم الفرنسية للمحترفين (الإنجليزية)
- أكيم زيدادكا على موقع قاعدة بيانات كرة القدم.إي يو (الإنجليزية)
- أكيم زيدادكا على موقع ليكيب (الفرنسية)
- أكيم زيدادكا على موقع ناشيونال فوتبول تيمز (الإنجليزية)
- أكيم زيدادكا على موقع Soccerway.com (الإنجليزية)
- أكيم زيدادكا على موقع عالم كرة القدم.نت (الإنجليزية)